# The Honeymoon at Niagara Falls
The Honeymoon at Niagara Falls est un film muet américain réalisé par Edwin S. Porter et sorti en 1906.

## Fiche technique
- Titre : The Honeymoon at Niagara Falls
- Réalisation : Edwin S. Porter
- Production : Edison Manufacturing Company
- Date de sortie :
  - États-Unis : novembre 1906